# Cimetière militaire allemand de Selvigny
 (mai 2018).
Si vous disposez d'ouvrages ou d'articles de référence ou si vous connaissez des sites web de qualité traitant du thème abordé ici, merci de compléter l'article en donnant les références utiles à sa vérifiabilité et en les liant à la section « Notes et références ».
Le cimetière militaire allemand de Selvigny est un cimetière militaire allemand de la Première Guerre mondiale situé à Walincourt-Selvigny, dans le département du Nord, dans les Hauts-de-France.

## Localisation
Le cimetière militaire allemand de la Première Guerre mondiale de Selvigny est situé rue du 8 octobre 1972 juste entre Walincourt et Selvigny.
Dans ce cimetière reposent 3 993 Allemands tombés lors de la guerre 1914-1918. Dans une tombe commune reposent les corps de 1 380 soldats dont 1 321 inconnus.
Une allée de haies mène jusqu’à l’entrée du cimetière qui est ombragé par de nombreux arbres de différentes espèces. Les croix grises de granite, parfois très espacées, forment des cercles par endroits, des triangles à d'autres et sont aussi alignées. Au fond, à gauche de l'entrée, s'élève une énorme croix. « La conception des cimetières allemands est différente de celles des Britanniques ou des Américains, explique Horst Howe, qui a entretenu les cimetières militaires allemands du nord de la France pendant plus de trente ans. Eux ont aménagé les leurs d’après un même schéma. Nous, nous avons réfléchi à quels arbres, quels types de matériaux allaient s’adapter le mieux à la région, ce qui fait que chaque cimetière allemand est unique. » Le plus grand de la région se trouve à Neuville-Saint-Vaast, près d’Arras. Plus de 40 000 soldats y sont enterrés.

## Histoire
Le cimetière militaire allemand Selvigny a été créé en avril 1917 par les troupes allemandes pour recevoir les blessés qui sont morts dans les hôpitaux. L'endroit était devenu avec l'achèvement de la bataille de Somme à la fin de novembre 1916 et le retrait des troupes allemandes à la position de Siegfried en février / mars 1917 importante étape et hôpital militaire. Une grande partie des personnes enterrées ici ont été victimes de la bataille de chars de Cambrai en novembre 1917 et de la contre-attaque allemande en décembre. L'offensive allemande de mars 1918 et les batailles de retraite de fin août à octobre 1918 ont de nouveau entraîné de lourdes pertes. Les dernières funérailles par les troupes propres ont eu lieu dans le temps entre 30.9. et 5.10.1918. Les garnisons d'origine de ceux qui reposaient ici se trouvaient dans presque tous les pays et provinces prussiennes du Reich d'alors.
Les autorités militaires françaises ont prolongé le cimetière en ajoutant des vétérans de guerre allemands de 31 zones municipales jusqu'à 45 kilomètres de distance.
Après l'armistice de 1918, c'est l'État français qui a géré la création des cimetières militaires allemands en regroupant les corps des soldats tombés sur une vaste étendue, d'où le nombre important de tombes dans ces cimetières. Dans les années 1960, c'est une société privée allemande qui a pris en charge la gestion de ces cimetières. Les croix de bois qui avaient été imposées par le traité de Versailles ont été remplacées par des croix de pierre.

## Galerie

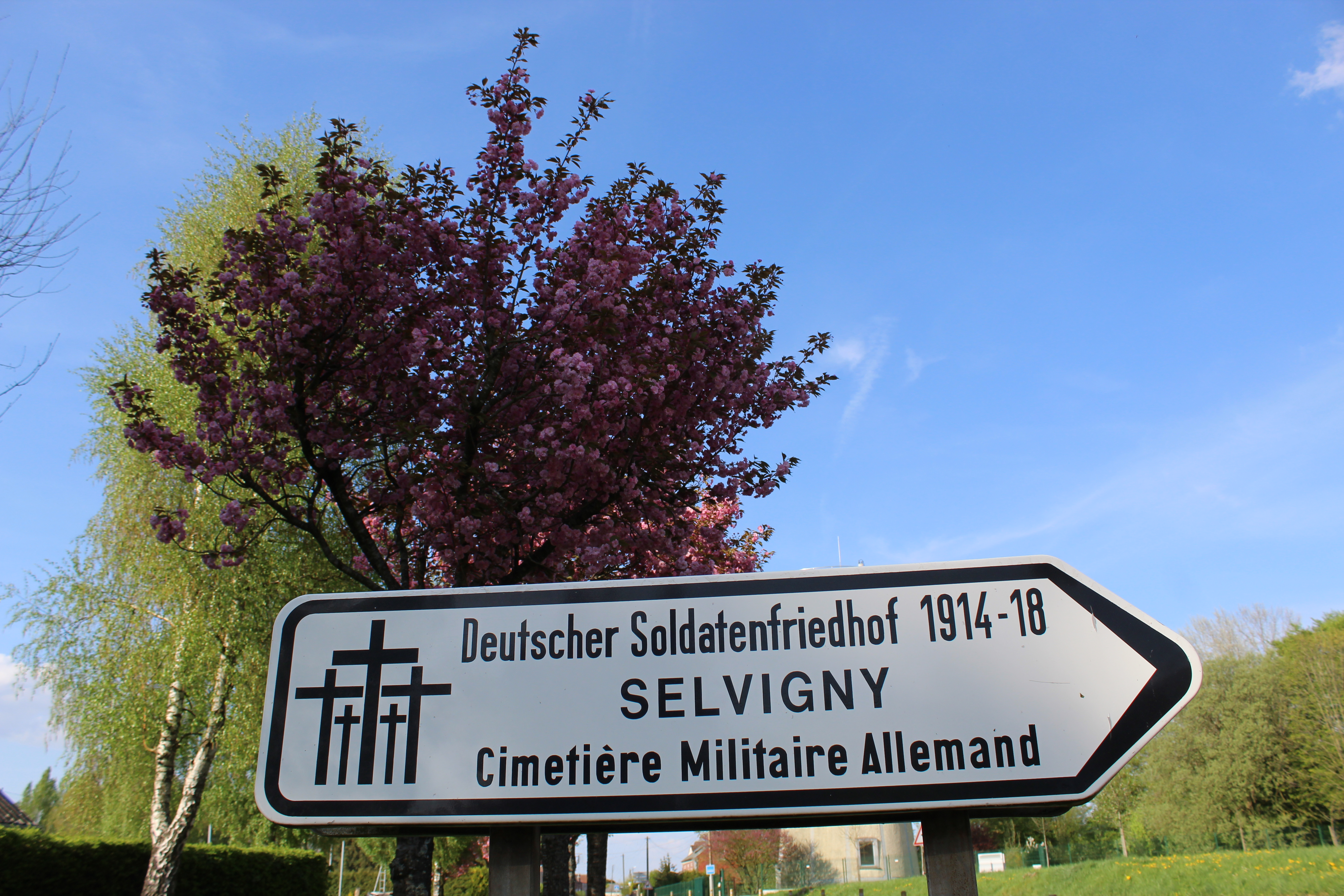
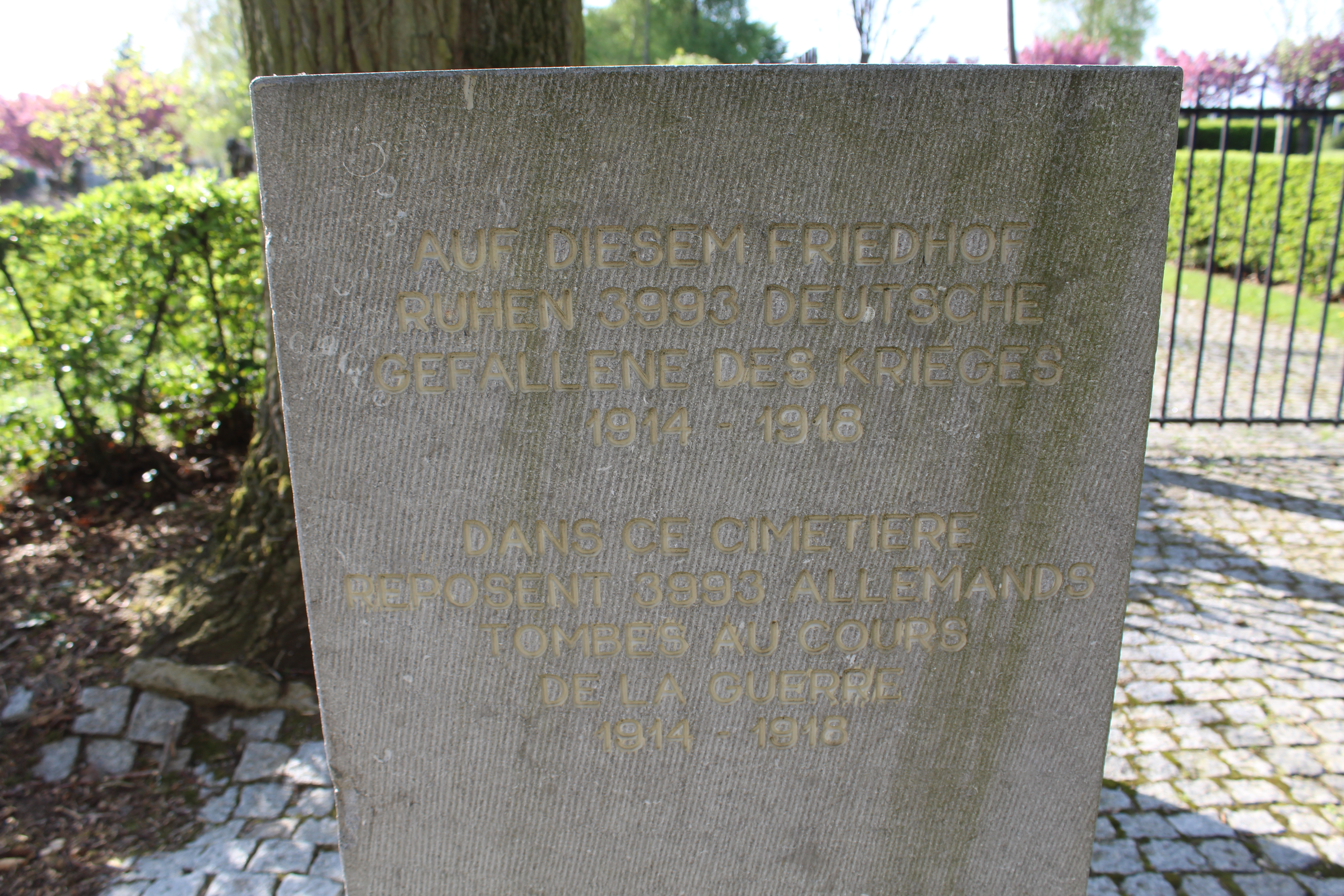
Dans ce cimetière reposent 3 993 soldats tombés au cours de la Première Guerre mondiale.
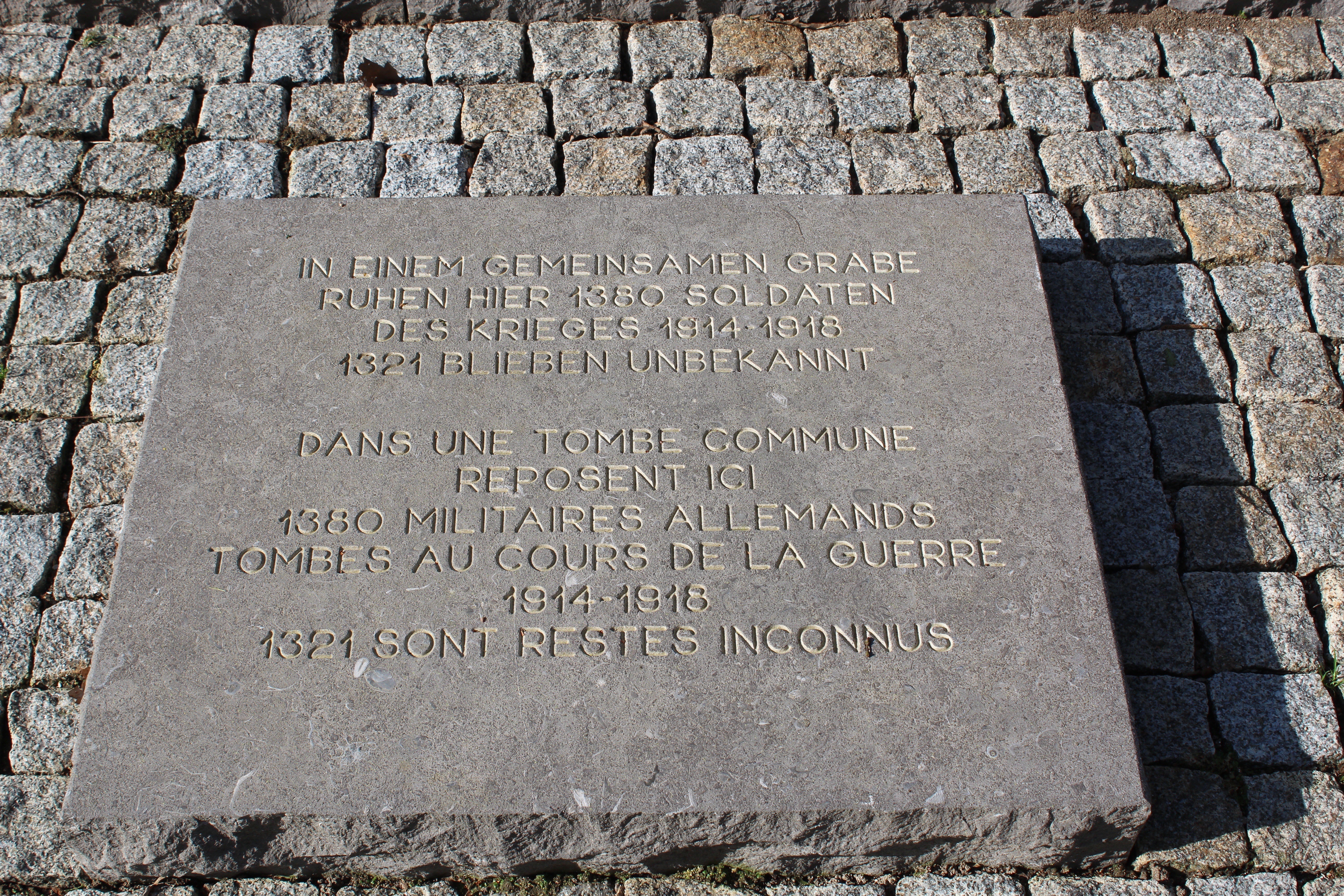
Dans une tombe commune reposent ici 1 380 militaires allemands tombés au cours de la Première GUerre mondiale, dont 1 321 sont restés inconnus.
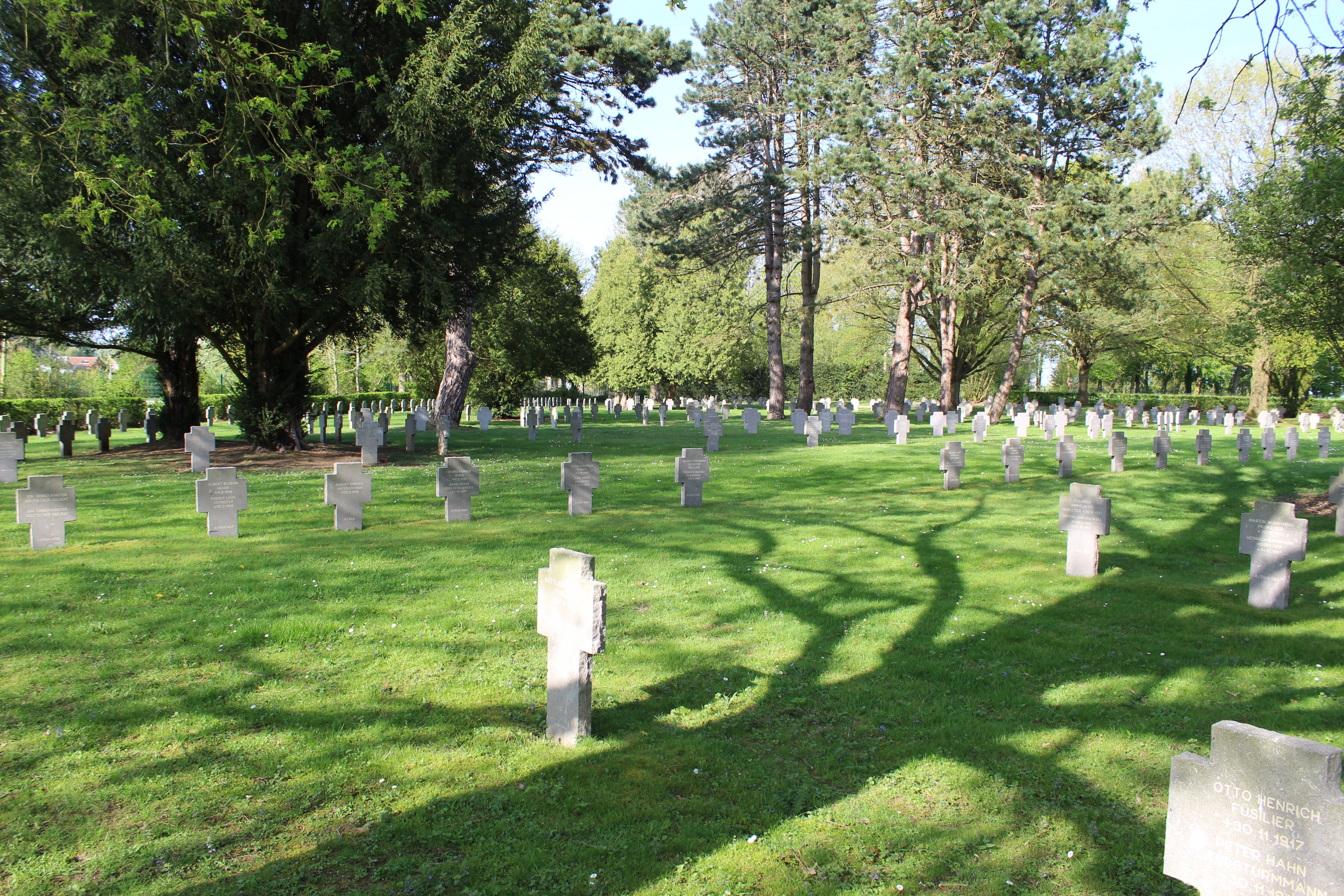
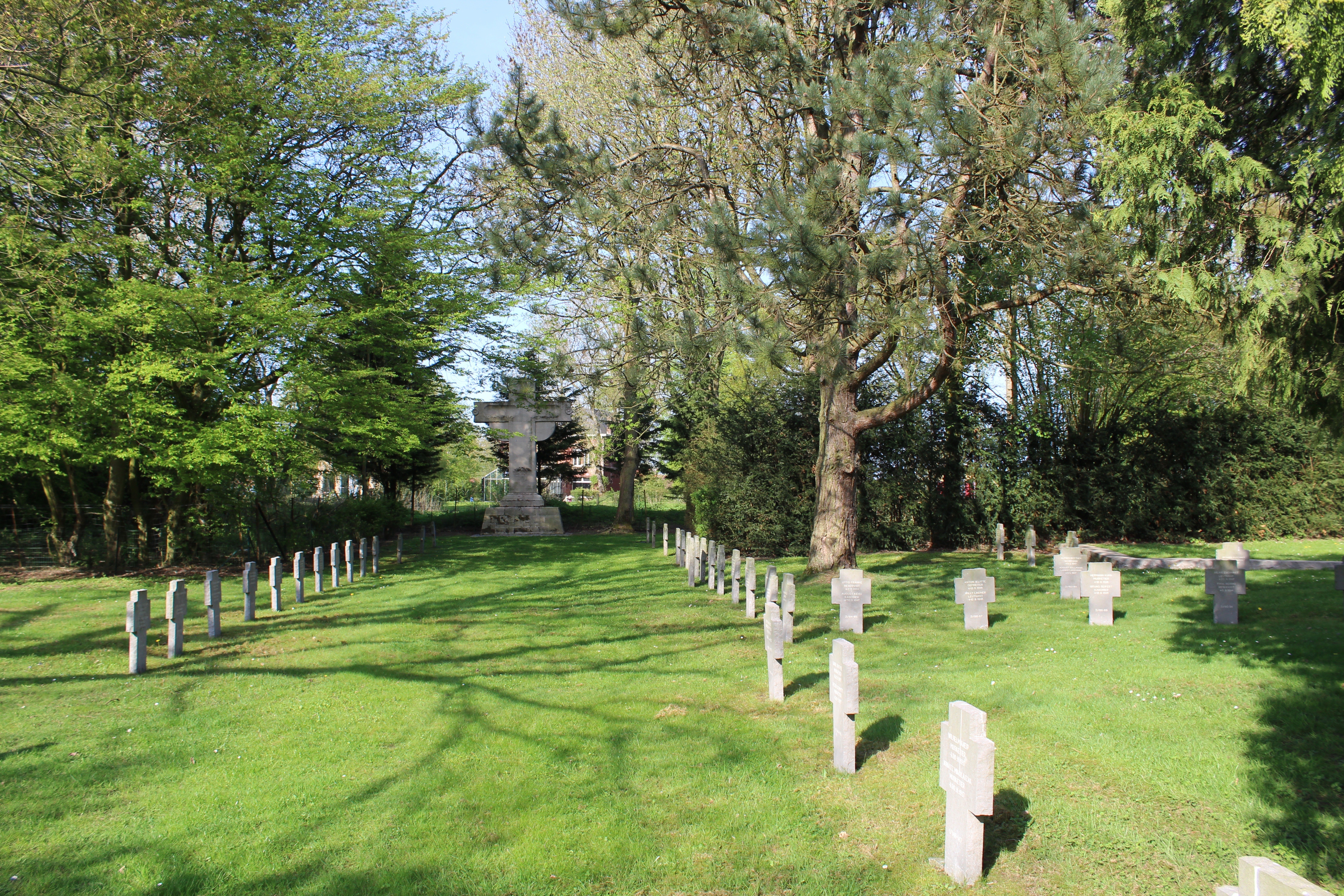
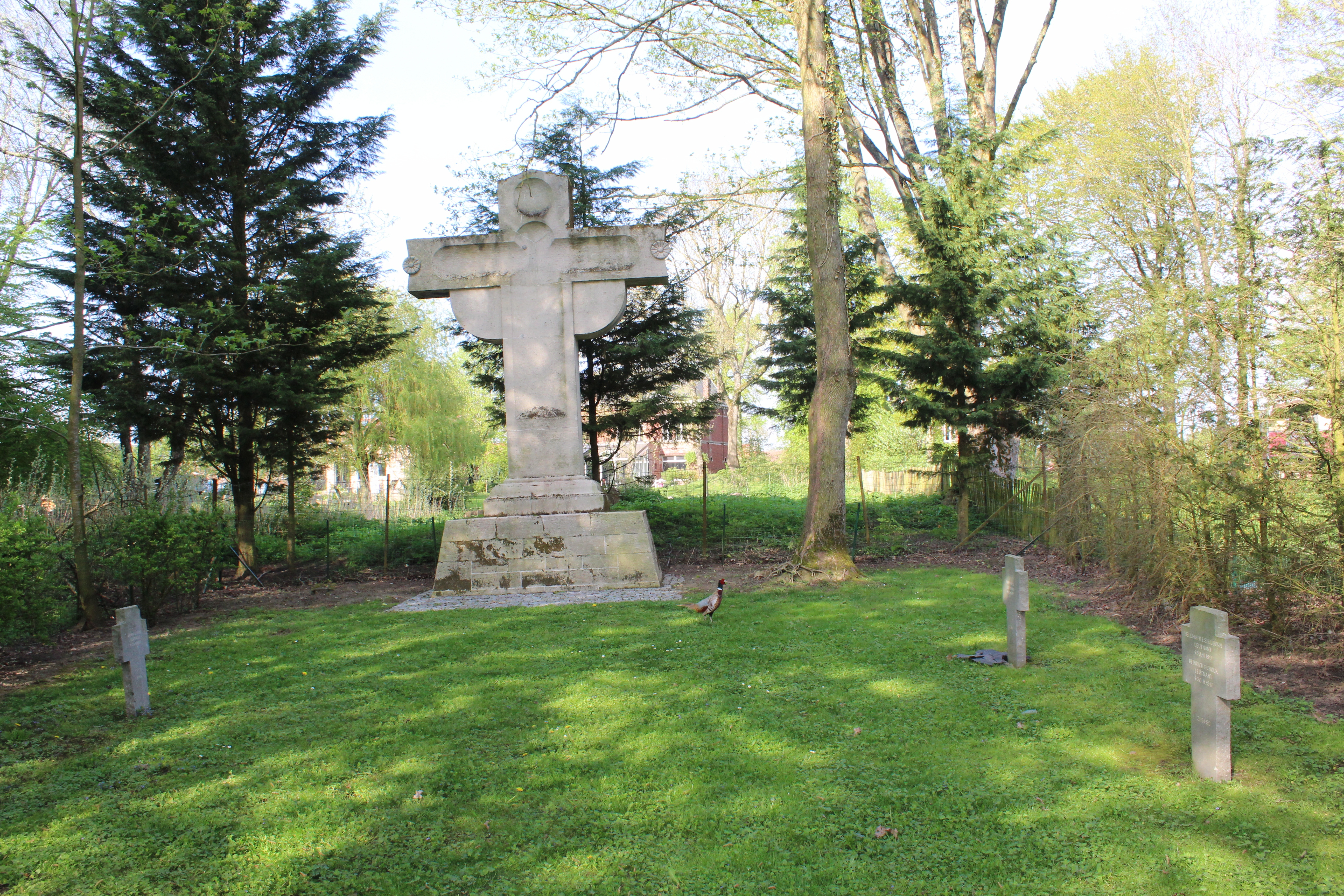

## Sépultures
| Pays      | Sépultures |
| --------- | ---------- |
| Allemagne | 3993       |